# Benjamin Yeo
Benjamin Yeo (Singapore, 30 november 1985) is een Singaporees componist, dirigent, trompettist en cornettist.

## Levensloop
Yeo speelde al op 7-jarige leeftijd mee in het harmonieorkest van zijn basisschool. Later werd hij lid in verschillende harmonieorkest van Singapore en in de St. Andrew’s Junior College Concert Band. Verder heeft hij diverse harmonieorkesten gedirigeerd zoals bijvoorbeeld de "Nanyang Technological University Symphonic Band" en de "Singapore Management University Symphonia". Hij studeerde trompet bij Richard Adams, hoofd van de muziekafdeling van de Nanyang Academy of Fine Arts in Singapore, en werd lid van die brassband "Bugis Village Brass Band", die door Adams opgericht was en gedirigeerd werd. Hij was zeer geïnteresseerd in de blaasmuziek en begon met bewerkingen en eigene composities op 15-jarige leeftijd. 
In 2004 concerteerde hij met het Russian Philharmonic Orchestra tijdens het Tsjaikovski Festival gehouden in de "Esplanade Concert Hall" in Singapore.
Tijdens zijn militaire dienst in het Singaporees leger was hij lid van de Singapore Armed Forces Bands en kon ermee zijn muzikale vorming voortzetten. Met dit orkest heeft hij deelgenomen aan het Brunei International Tattoo en aan het Wonju International Tattoo in Zuid-Korea met de Central Band in 2006. 
Tegenwoordig is hij bezig met zijn Master of Music diploma. Hij studeert aan de Nanyang Technological University - National Institute of Education in Singapore. Naast muziekopleiding studeert hij compositie bij Kelly Tang en harmonie bij Eddy Chong.
Sinds 4 jaren is hij dirigent van de "Saints Alumni Band", Singapore. 
Als componist schrijft hij vooral werken voor harmonieorkest. Deze werken werden uitgevoerd op nationale en internationale Festivals zoals op het Singapore Youth Festival Central Judging for Concert Bands alsook tijdens de "Midwest Band Clinic 2008" in Chicago en meestal bij muziekuitgeverijen in de Verenigde Staten gepubliceerd.

## Composities

### Werken voor orkest
- Home on the Range, voor strijkorkest

### Werken voor harmonieorkest
- 2007 Beyond the Highlands, ouverture
  1. Youth
  2. Innocence
  3. Hope
- 2008 In the Winter Early Hours, at the Break of Gondwana
  1. Grandeur of Supercontinent
  2. 45 million years ago
  3. Break-up of Australia and Antarctica
  4. Impressions of the Natural Bridge and the Gap
  5. Fateful Tragedy
  6. The Future: Collapse of the Natural Bridge (Uncertainty of time)
  7. Magnificence of Mother Earth
- 2008 As the Moon Whispers...
- 2008 Legend of the Ancient Hero
  1. Journey to the Battlefield (Maestoso - Allegro)
  2. Battlefield (Misterioso)
  3. The War (Presto con fuoco)
  4. Aftermath (Adagio con espressione)
  5. Tribute to the Hero (Più mosso - Apassionato e sostenuto)
  6. Glimpse of Hope (Più mosso)
  7. Unperished Spirit (Allegro)
- 2010 At The Break Of Gondwana
- An Evening Serenade
- My First Spring Concert! (Chun Jie), voor jeugd-harmonieorkest
- Up and On!

### Kamermuziek
- Fanfare for the Saints, voor 4 trompetten